# El Palmar, Tabasco
El Palmar är en ort i Mexiko.   Den ligger i kommunen Cunduacán och delstaten Tabasco, i den sydöstra delen av landet, 600 km öster om huvudstaden Mexico City. El Palmar ligger 15 meter över havet och antalet invånare är 636.
Terrängen runt El Palmar är mycket platt. Runt El Palmar är det ganska tätbefolkat, med 155 invånare per kvadratkilometer. Närmaste större samhälle är Cunduacán, 4,8 km sydost om El Palmar. Trakten runt El Palmar består till största delen av jordbruksmark.